# Lagarde (Gers)
Lagarde é uma comuna francesa na região administrativa de Occitânia, no departamento de Gers. Estende-se por uma área de 8,85 km². Em 2010 a comuna tinha 124 habitantes (densidade: 14 hab./km²).